# Église Holmens

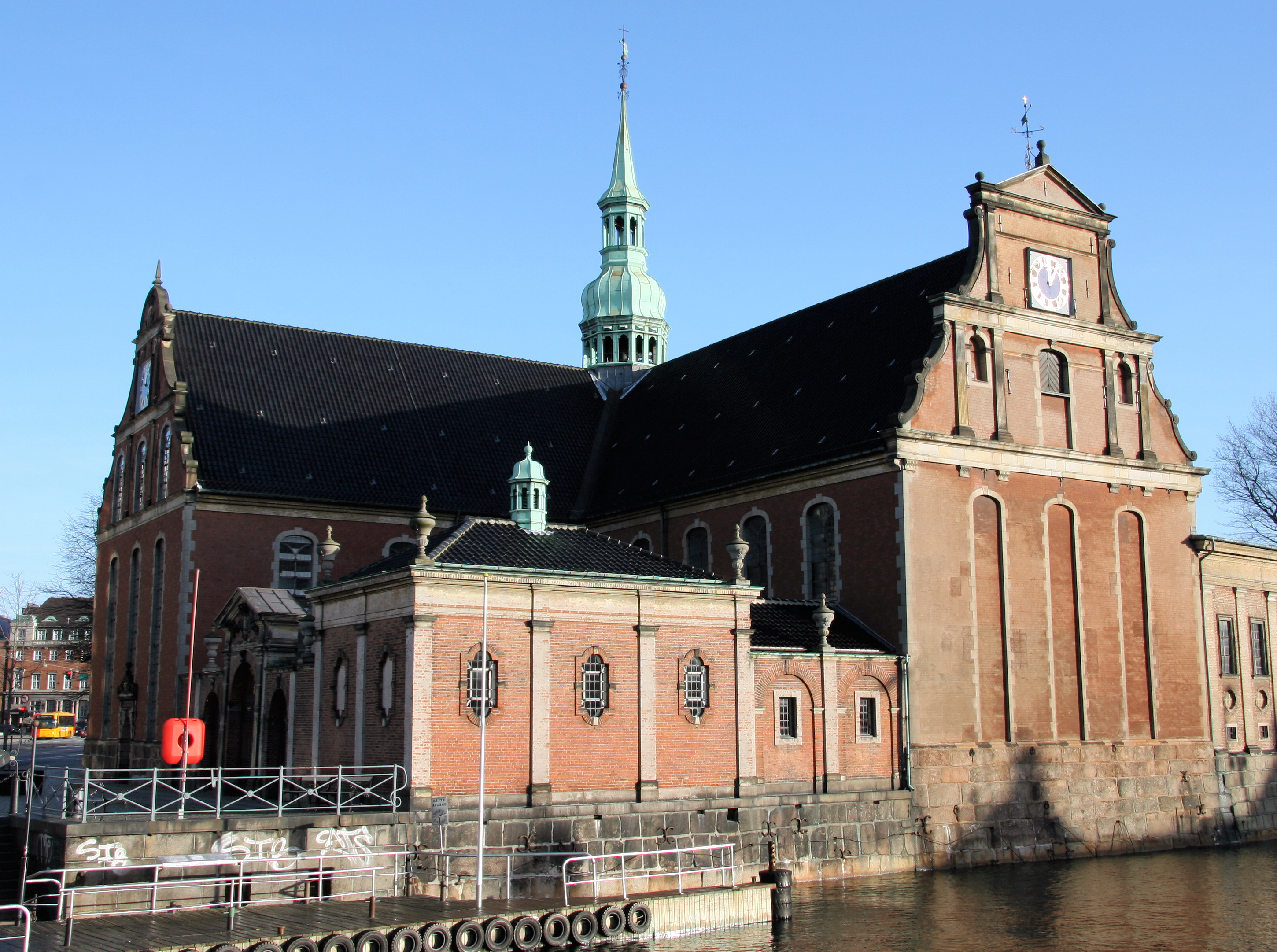
Église Holmens.

L’église Holmens (en danois : Holmens Kirke ; en français : église des Marins, sous-entendu de la Marine Royale Danoise) est une église luthérienne située dans le centre-ville de Copenhague au Danemark. D'abord construite comme forge d'ancres en 1563, elle a été reconvertie en église pour les équipages de la Marine Royale Danoise en 1619 par le roi Christian IV. Elle est célèbre pour avoir accueilli le mariage entre Margrethe II, la reine actuelle du Danemark et le prince Henri en 1967.

## Intérieur

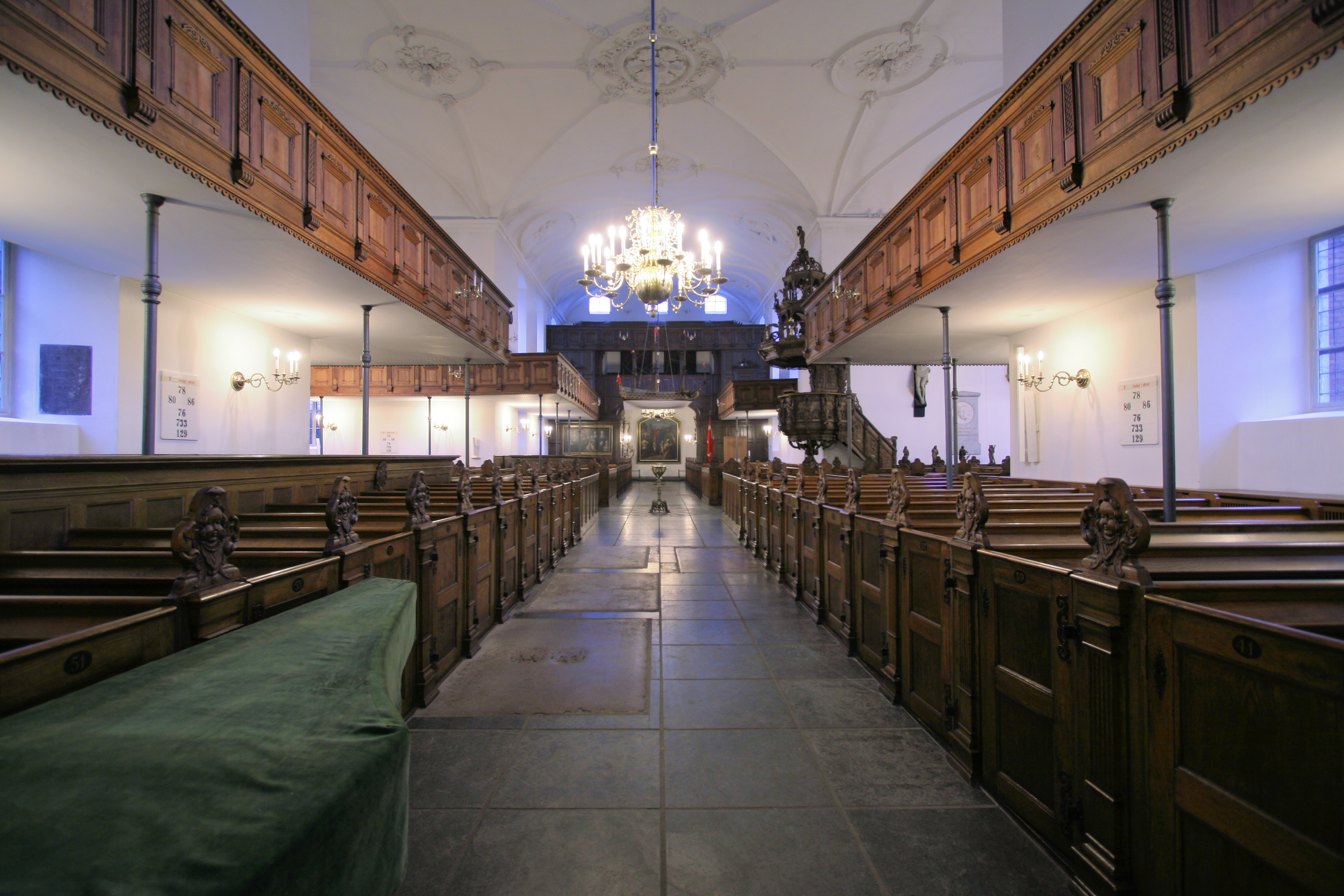
Intérieur de l'église
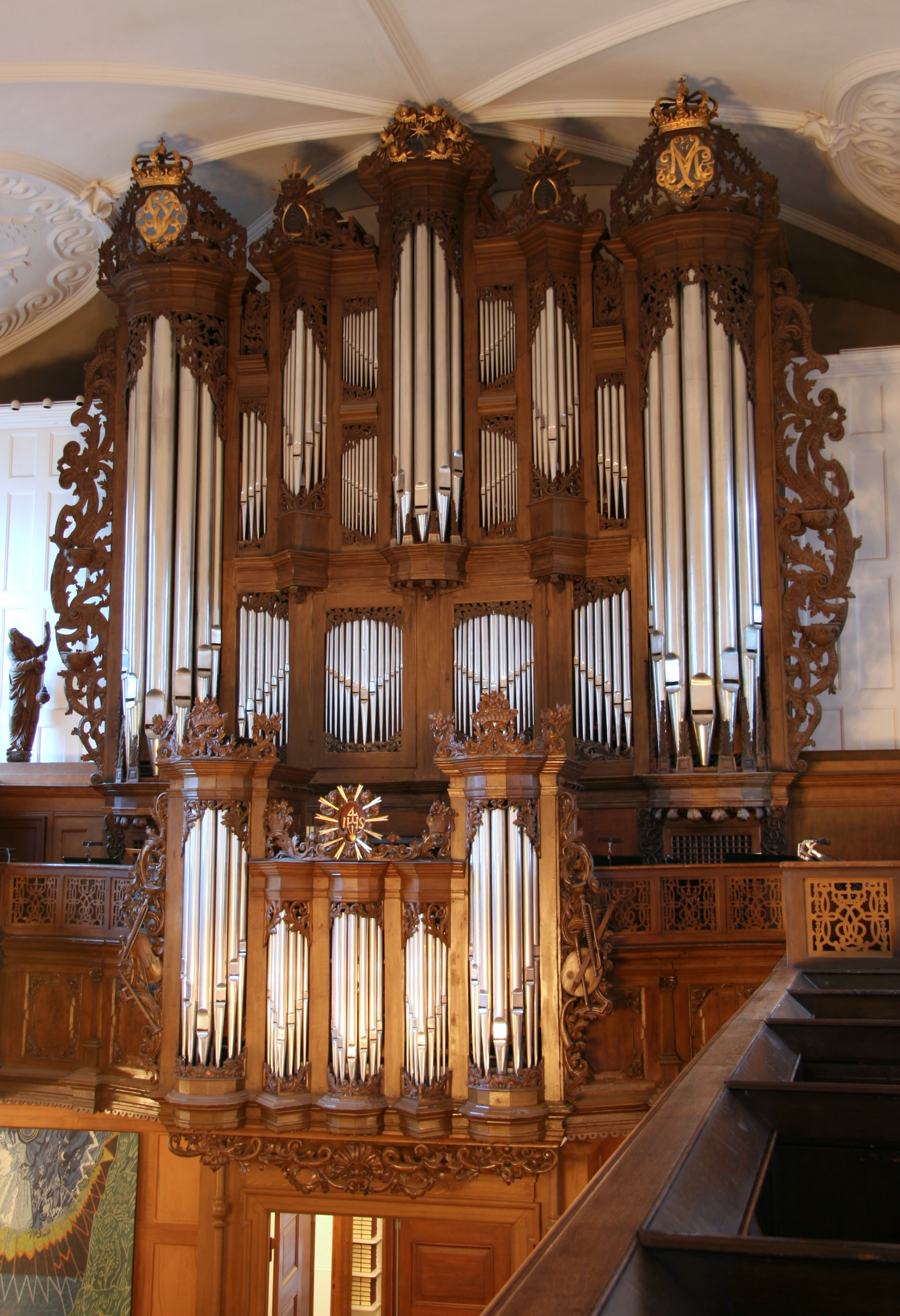
Orgue Lambert Daniel Kastens-Marcussen
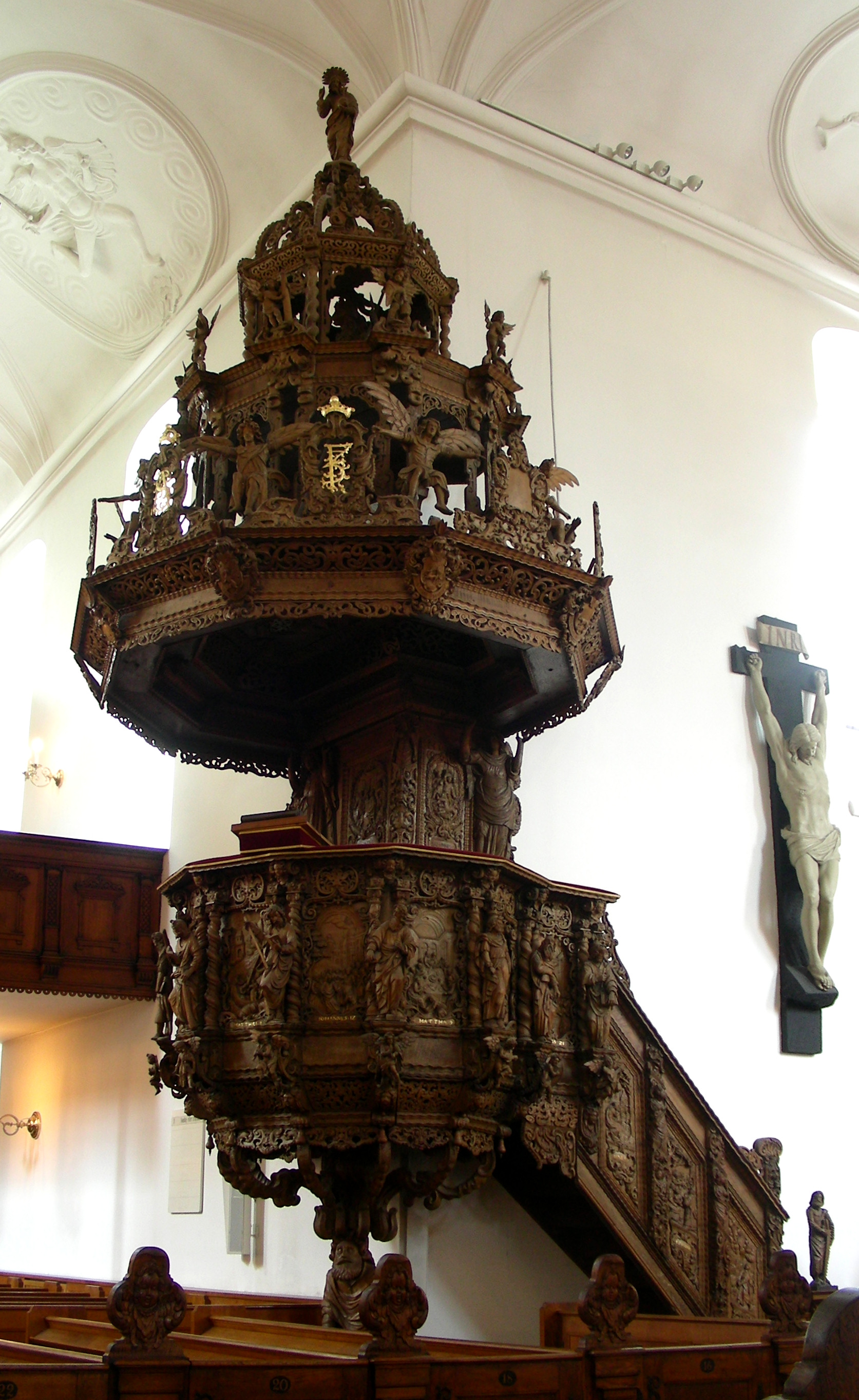
Chaire
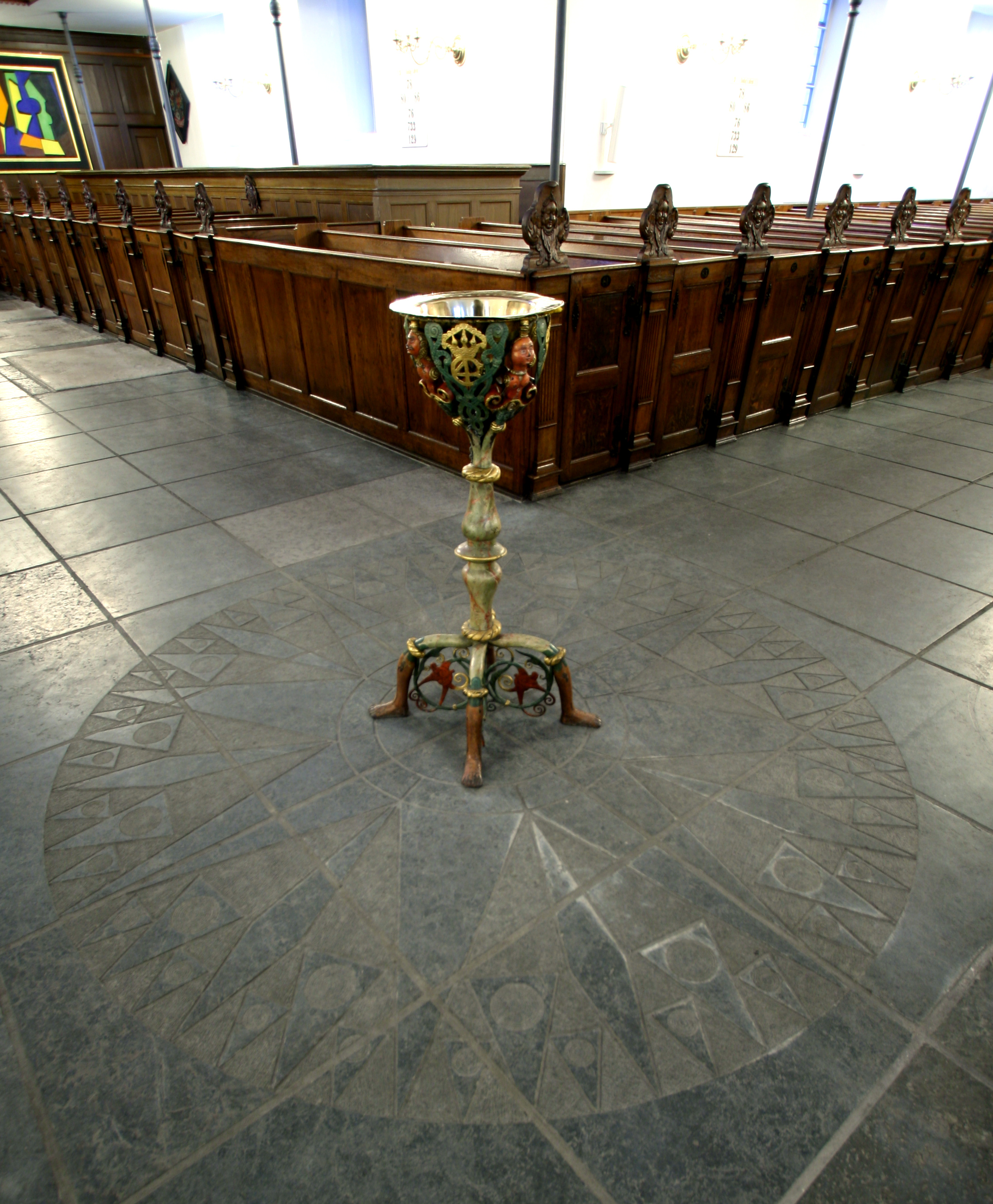
Rose des vents et fonts baptismaux
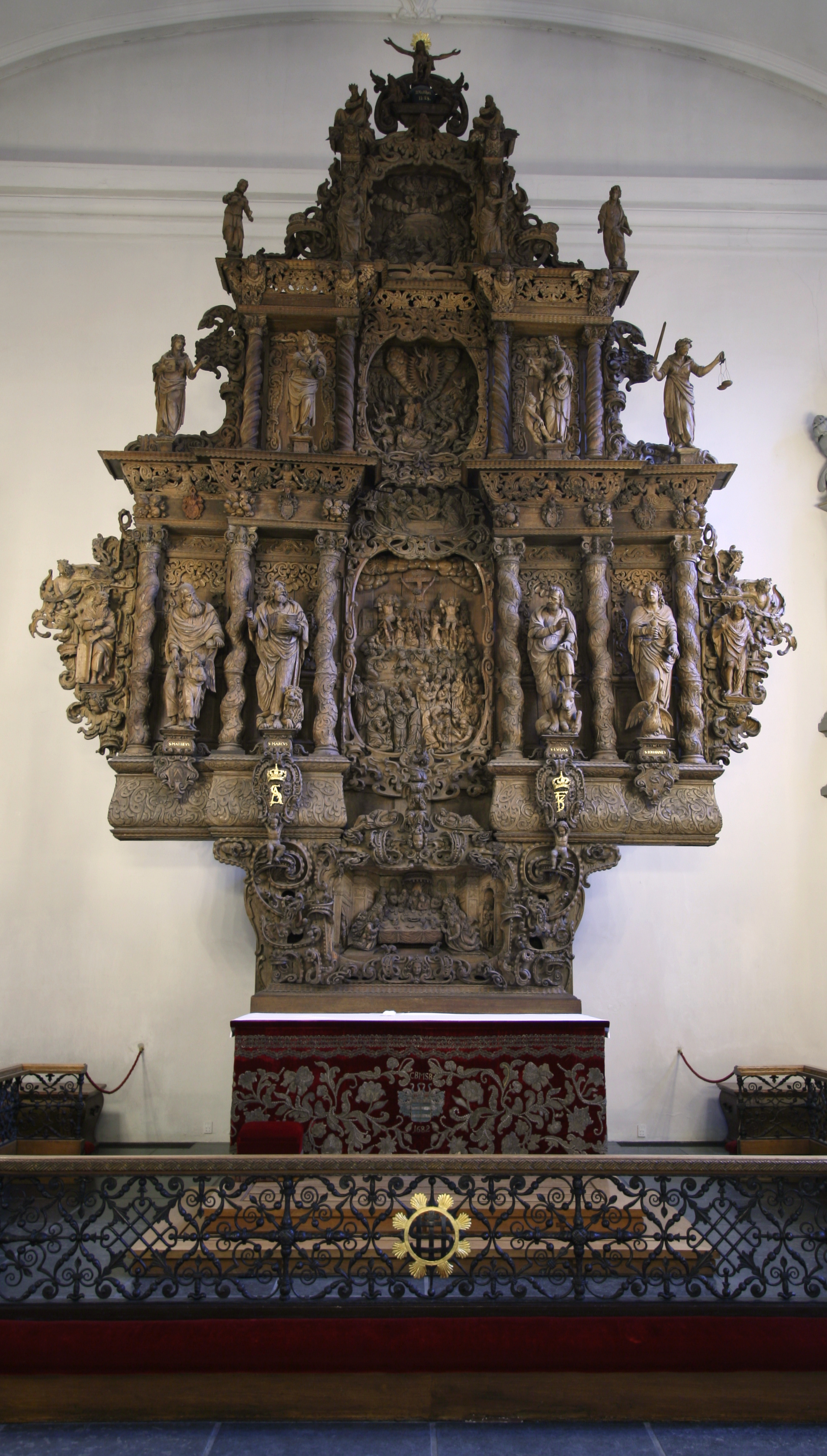
Retable du maître-autel

Dans le buffet érigé en 1738 pour l'orgue construit par Lambert Daniel Kastens, la firme Marcussen a installé en 1956 un instrument neuf de cinquante jeux sur trois claviers (56 notes) et pédalier (30 notes), avec transmission mécanique des claviers et tirage électrique des jeux. Cet orgue a été joué par Marie-Claire Alain pour sa première intégrale de l’œuvre pour orgue de Jean-Sébastien Bach en 1964.